# Max (Mordechai) Farbmann
Max (Mordechai) Farbmann (Salakas, Lituania; 1 de abril de 1886 - Israel; 20 de abril de 1950) fue un escultor judío lituano que alcanzó la prominencia en Europa al principio del siglo XX. Fue responsable para el diseño del Monumento de Independencia de Lituania en Salakas, su ciudad natal. 

## Biografía
Max (Mordechai) Farbmann nació en Salakas (Solok), en lo que hoy es Lituania, y cuando tenía 20 años se trasladó a Viena para estudiar la escultura. Establecí una reputación, y por aquella razón uno de sus obras fue comprado por la Academia de Bellas Artes de Viena – un logro notable para un artista judío. Entre sus obras había bustos de personas prominentes europeas, incluso muchos estadistas, y el Monumento de Independencia de Lituania, que fue construido en Salakas, su ciudad natal, en 1930. Farbmann fue un escultor versátil que trabajaba con muchos medios, como el bronce, la madera, la piedra, y el marfil. Sus tallados revelaban un enfoque en detalles y atmósfera, y también un conocido íntimo y una apreciación para los sujetos. 
En 1933, Farbmann se estableció en Tel Aviv, Israel a la invitación del alcalde de la ciudad. En una entrevista con los South African Times en 1952, su hija Ruth dijo que debido a un tabú en la cultura judía contra la escultura, causado por el mandamiento bíblico “No te harás imagen”, “mi padre [M. Farbmann] fue simplemente un profesor [al Colegio Balfour en Tel Aviv] en sus últimos años porque no podría trabajar como escultor.” Sin embargo, Farbmann continuaba a esculpir, enfocando sus esfuerzos sobre temas judíos al fin de su carrera. Tenía 64 años cuando murió en Israel en 1950.
Una colección de fotografías y letras del estado del artista está actualmente en el Centro de Información para el Arte Israelí al Museo de Israel, Jerusalén. Sus obras están en museos en Israel y Austria.